# Уголок (Мордовия)
Уголок — село, центр сельской администрации в Зубово-Полянском районе Мордовии.

## География
Находится в 10 км от районного центра и железнодорожной станции Зубова Поляна.

## История
Название-ориентир: населённый пункт расположен в лесу, считавшемся «хорошим уголком», где много ягод, грибов, рыбных водоёмов. Основан в начале 1920-х гг. как посёлок. В «Списке населённых пунктов Средне-Волжского края» (1931) Уголок — посёлок из 17 дворов. В 1929 году был создан колхоз «Двигатель», с 1950 г. — объединённый «XXII партсъезд», с 1991 г. — ТОО «Лесная поляна», в 1992—2002 гг. — СХПК. В 1998 году образовано К(Ф)Х «Виктория». В современном селе — средняя и 2 начальные школы, библиотека, клуб, медпункт, отделение связи.

## Население
| 2002 | 2010 |
| ---- | ---- |
| 255  | ↗260 |

Национальный состав
Согласно результатам Всероссийской переписи населения 2002 года, в национальной структуре населения мордва-мокша составляли 85 %.

## Источник
- Энциклопедия Мордовия, В. А. Коротин.